# Galerie Flak
 (décembre 2020).
 (décembre 2020).
Si vous disposez d'ouvrages ou d'articles de référence ou si vous connaissez des sites web de qualité traitant du thème abordé ici, merci de compléter l'article en donnant les références utiles à sa vérifiabilité et en les liant à la section « Notes et références ».
La galerie Flak, fondée en 1990 est située 8, rue des Beaux-Arts à Paris dans le 6e arrondissement. Elle est dirigée par Edith et Julien Flak. 

## Historique
La Galerie Flak a été fondée en 1990 par Edith et Roland Flak. Elle est spécialisée dans les arts anciens d’Afrique, d’Océanie et d’Amérique du Nord. 
Julien Flak est expert agréé dans les spécialités Arts d’Amérique du Nord et Arts d’Océanie auprès de la Chambre Européenne des Experts Conseil en Œuvres d’Art (CECOA) et membre du S.N.A. (Syndicat National des Antiquaires).
La Galerie Flak collabore avec les principaux musées internationaux d’ethnographie (Musée du quai Branly - Jacques Chirac à Paris, le Musée des Confluences à Lyon, the Metropolitan Museum of Art de New York, Musée Rietberg à Zurich, les musées de Tahiti, Taïwan, Jérusalem...)

## Expositions
La galerie participe chaque année en tant qu'exposant à de nombreux salons et événements internationaux dont le Parcours des Mondes, Paris Tribal et le PAD (Art + Design), le Bourgogne Tribal Show et l'AOA / MATA Fair à New York.
Tous les ans, la galerie organise une exposition majeure. Parmi les récentes expositions : 
- Poésie féroce, arts anciens de Nouvelle-Irlande, 2019
- Voyages, sur les traces du Capitaine Cook, 2019
- AfriCubisme, 2018
- New Beginnings, 2017
- Eskimo Archaïque, 2016
- The American Dream, Parcours des Mondes, 2015
- Indiens d'Amérique en 2014
- Skulls en 2013
- Katsinam, poupées Kachina Hopi et Zuni en 2013
- Nigeria les Maîtres du Mouvement en 2012
- Polynésie en 2011
- Face à Face Art rituel/Objets industriels en 2011
- Papouasie-Nouvelle-Guinée en 2009
- Totems et Chamanes du Grand Nord en 2008
- Poupées de fertilité Mossi (exposition caritative) en 2008
- Ibedji en 2001